# Comuna Dumitra, Bistrița-Năsăud
Dumitra (în maghiară: Nagydemeter, în germană: Mettersdorf) este o comună în județul Bistrița-Năsăud, Transilvania, România, formată din satele Cepari, Dumitra (reședința) și Tărpiu.

## Demografie
Componența etnică a comunei Dumitra
     Români (91,05%)
     Romi (1,06%)
     Alte etnii (0,09%)
     Necunoscută (7,79%)
Componența confesională a comunei Dumitra
     Ortodocși (75,25%)
     Penticostali (16,03%)
     Alte religii (0,76%)
     Necunoscută (7,96%)
Conform recensământului efectuat în 2021, populația comunei Dumitra se ridică la 5.264 de locuitori, în creștere față de recensământul anterior din 2011, când fuseseră înregistrați 4.282 de locuitori. Majoritatea locuitorilor sunt români (91,05%), cu o minoritate de romi (1,06%), iar pentru 7,79% nu se cunoaște apartenența etnică. Din punct de vedere confesional, majoritatea locuitorilor sunt ortodocși (75,25%), cu o minoritate de penticostali (16,03%), iar pentru 7,96% nu se cunoaște apartenența confesională.

## Politică și administrație
Comuna Dumitra este administrată de un primar și un consiliu local compus din 15 consilieri. Primarul, Gheorghe Balajan[*], de la Partidul Social Democrat, este în funcție din 2000. Începând cu alegerile locale din 2024, consiliul local are următoarea componență pe partide politice:
|  | Partid                                  | Consilieri | Componența Consiliului | Componența Consiliului | Componența Consiliului | Componența Consiliului | Componența Consiliului | Componența Consiliului |
|  | --------------------------------------- | ---------- | ---------------------- | ---------------------- | ---------------------- | ---------------------- | ---------------------- | ---------------------- |
|  | Partidul Social Democrat                | 6          |                        |                        |                        |                        |                        |                        |
|  | Partidul Național Liberal               | 4          |                        |                        |                        |                        |                        |                        |
|  | Alianța Dreapta Unită                   | 2          |                        |                        |                        |                        |                        |                        |
|  | Alianța pentru Unirea Românilor         | 2          |                        |                        |                        |                        |                        |                        |
|  | Reînnoim Proiectul European al României | 1          |                        |                        |                        |                        |                        |                        |

## Monumente
- Biserica medievală din Dumitra, fostă biserică catolică, apoi evanghelică, construită în stil gotic în secolul al XV-lea, reconstruită în secolul al XIX-lea, în prezent ortodoxă
- Biserica evanghelică-lutherană (monument istoric) din satul Tărpiu, construcție în stil gotic în secolul al XVI-lea și donată comunității ortodoxe la mijlocul sec. XX
- Biserica evanghelică din satul Cepari
- Turnul Slăninilor din satul Dumitra

## Vezi și
- Biserica Evanghelică-Lutherană din Tărpiu
- Biserica evanghelică din Cepari
- Biserica medievală din Dumitra

## Imagini

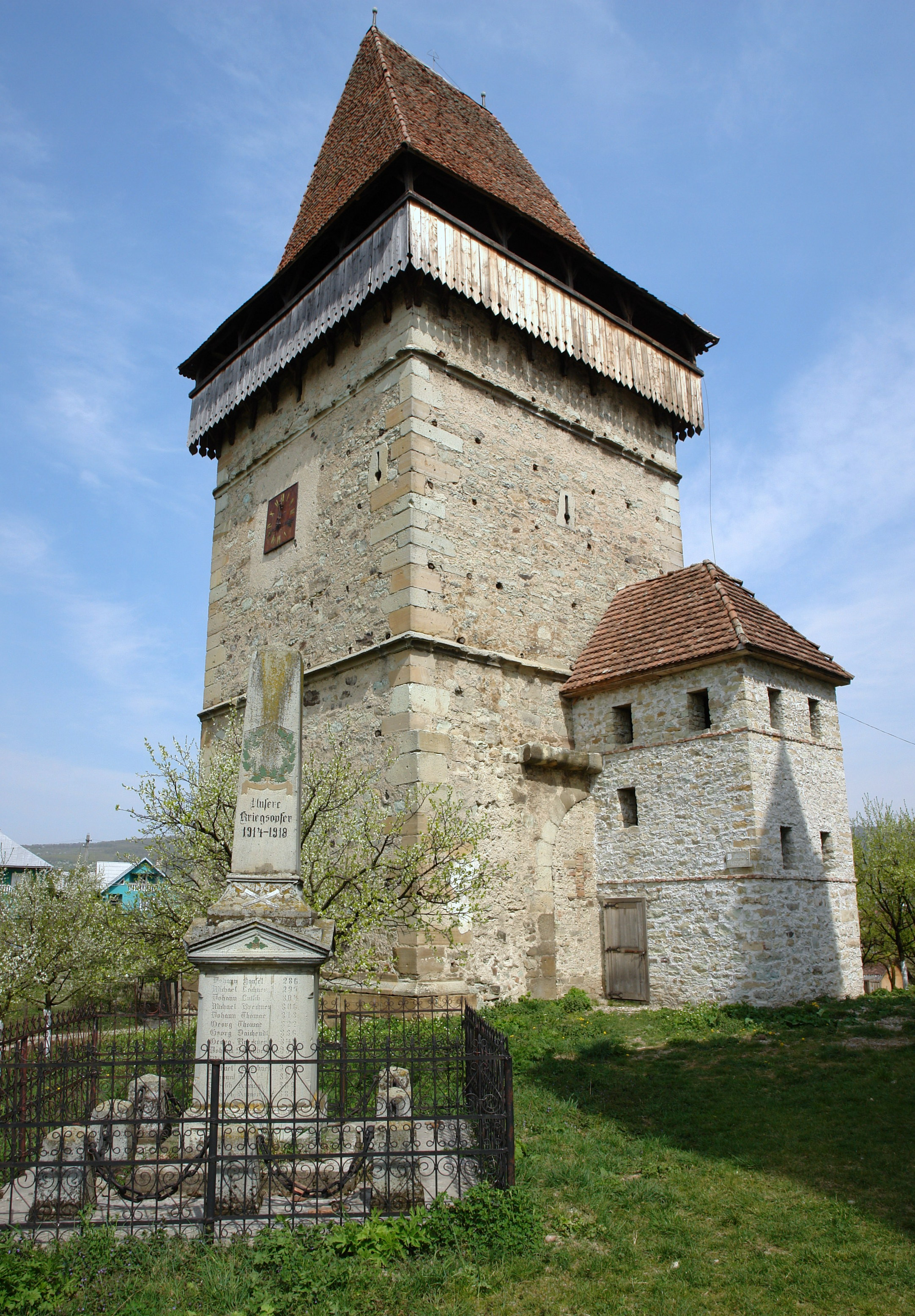
Turnul bisericii evanghelice din Dumitra
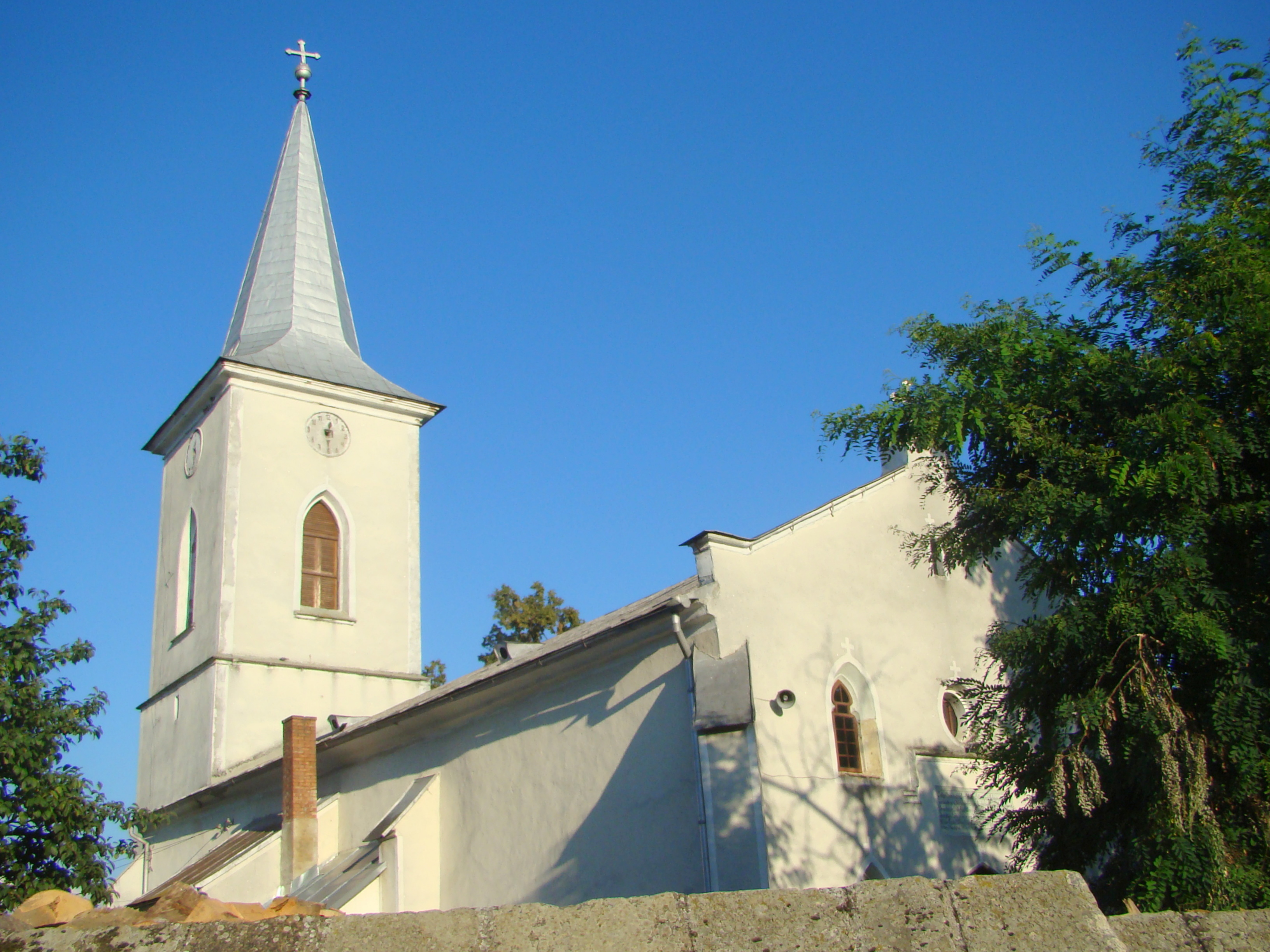
Biserica evanghelică, în prezent biserica ortodoxă „Buna Vestire” din satul Cepari (monument istoric)
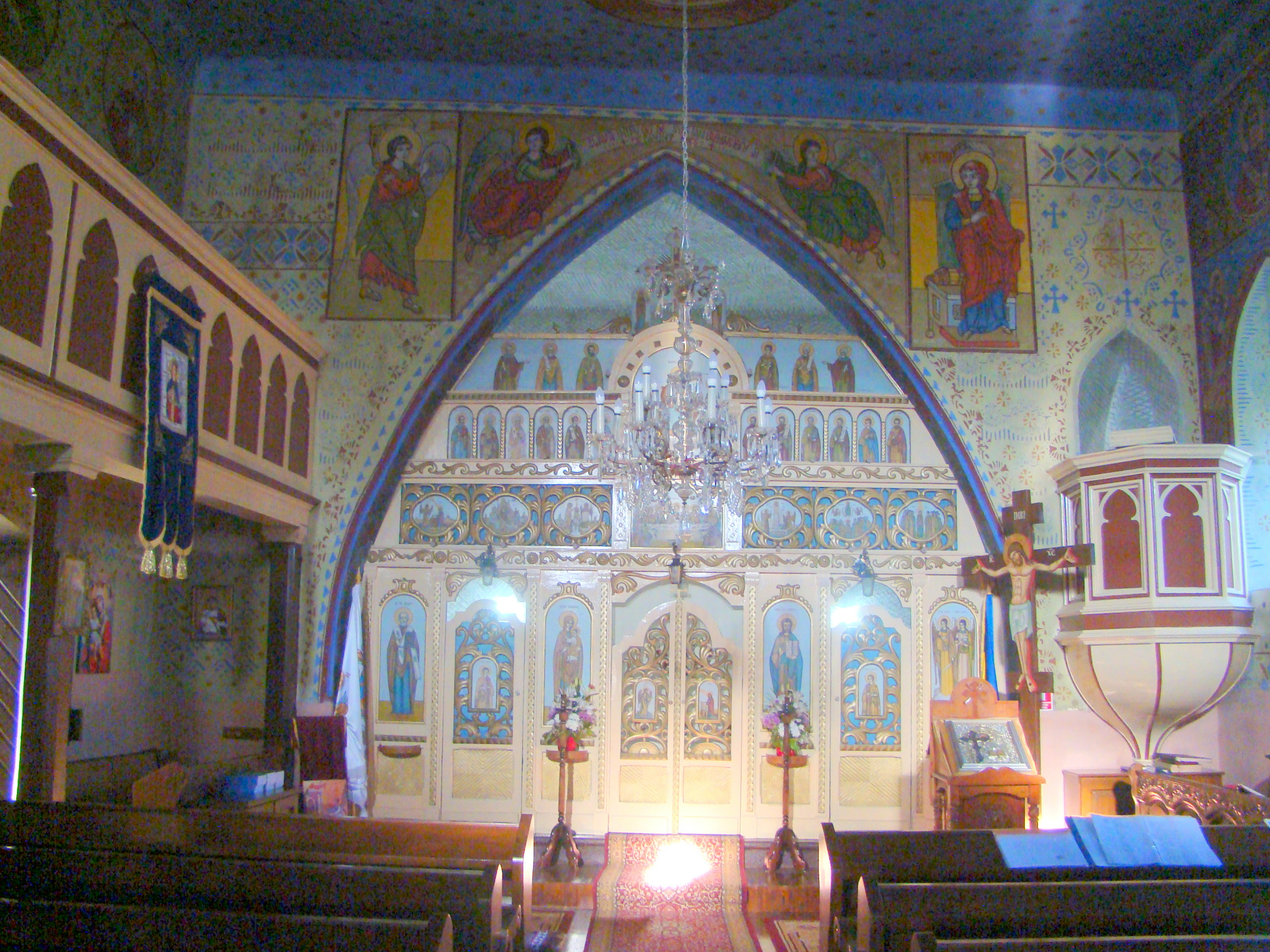
Biserica evanghelică, în prezent biserica ortodoxă „Buna Vestire” din satul Cepari (interiorul)
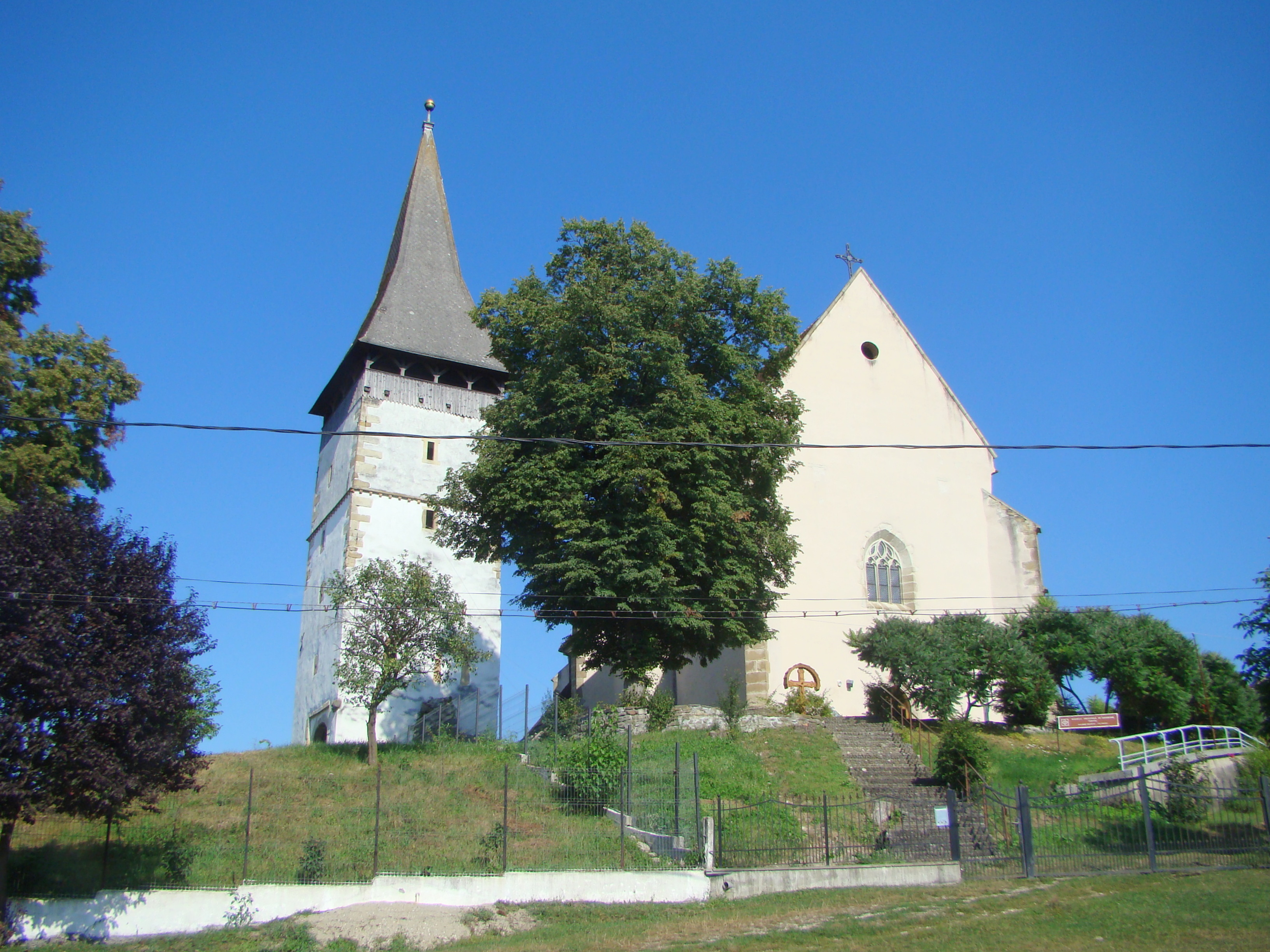
Ansamblul bisericii evanghelice, în prezent ansamblul bisericii ortodoxe „Sf. M. Mc. Gheorghe” din satul Tărpiu (monument istoric)
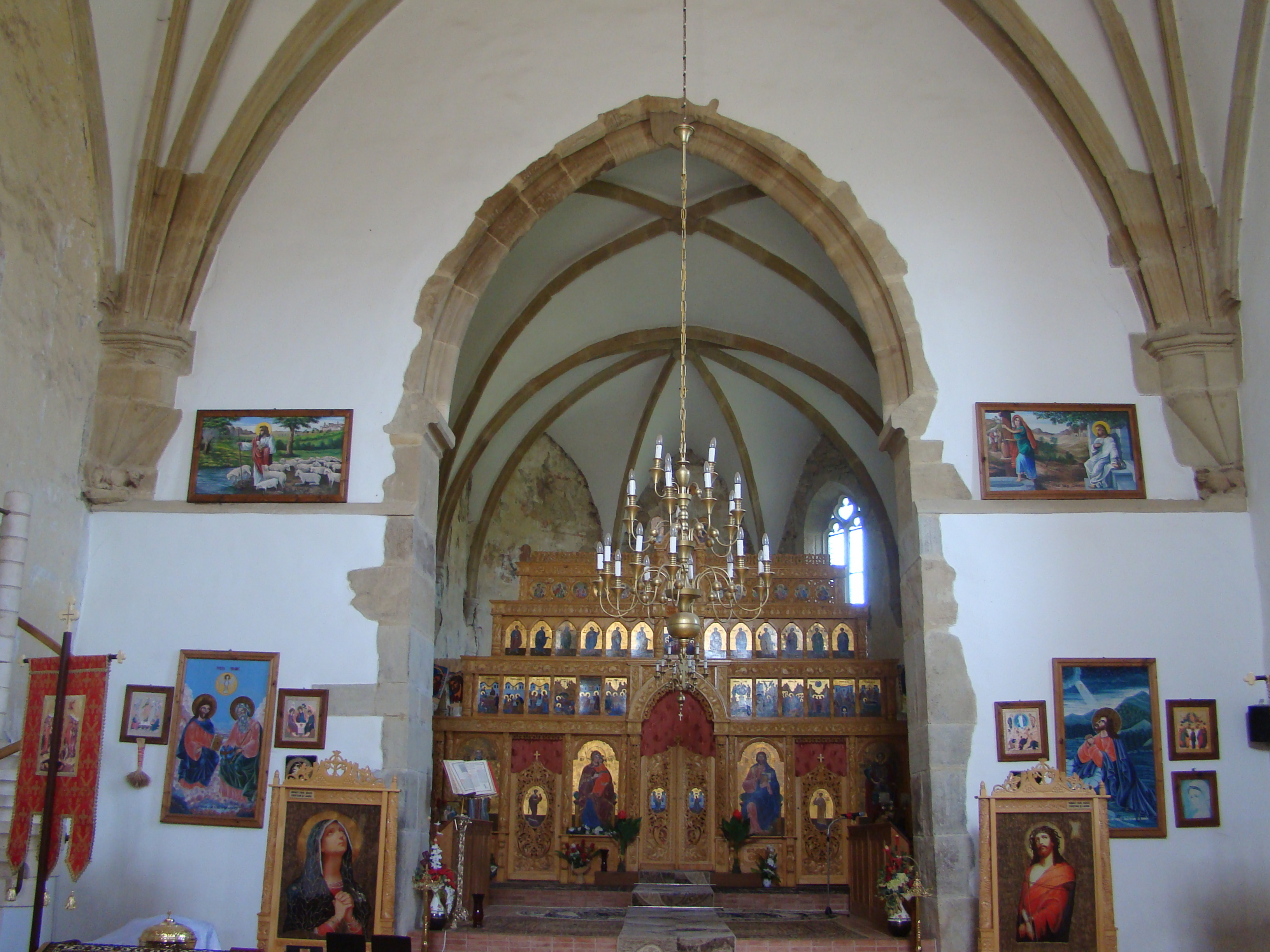
Ansamblul bisericii evanghelice, în prezent ansamblul bisericii ortodoxe „Sf. M. Mc. Gheorghe” din satul Tărpiu (interiorul)